# Paderborner Bürger-Schützenverein von 1831
Der Paderborner-Bürger-Schützenverein von 1831 e. V. (PBSV) gehört zu den ältesten und größten Vereinen rund um Paderborn.

## Leitsatz
Der Leitsatz des Vereins lautet: „Für Glaube, Sitte und Heimat“. Zur Verwirklichung dieses Leitsatzes strebt der Verein die Förderung der christlichen Grundüberzeugungen an, außerdem die Förderung des öffentlichen und privaten Lebens auf der Grundlage christlicher Sitte und Kultur aus verantwortungsbewusstem Bürgersinn und die Pflege und Förderung des Heimatbewusstseins, insbesondere des vaterstädtischen und westfälischen Brauchtums.

Die Kastanie des PBSV auf dem Paderborner Schützenplatz

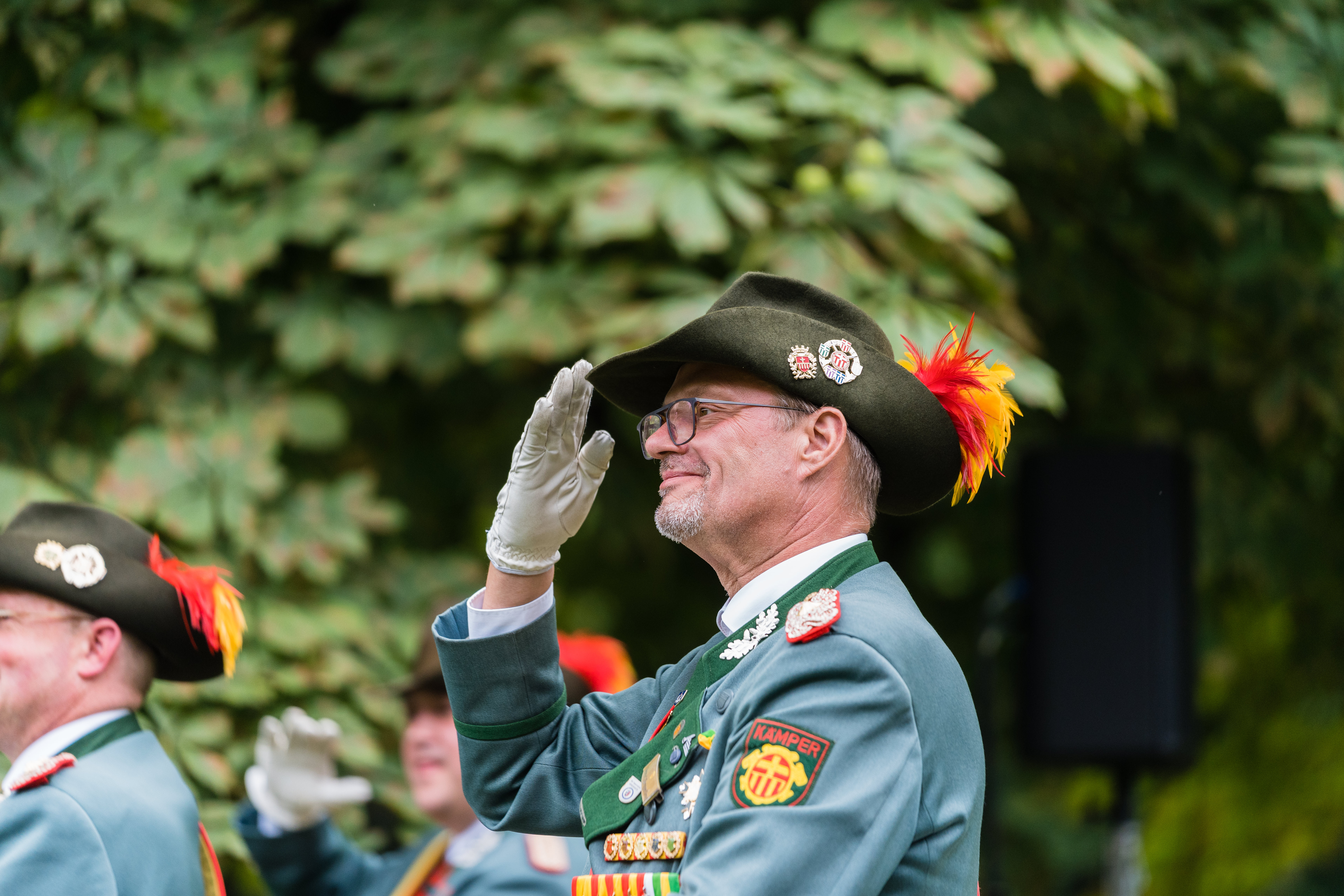
Oberst Bernd Zengerling

Höchster Repräsentant des Bataillons ist der Oberst. Seit März 2025 bekleidet Bernd Zengerling die Position.

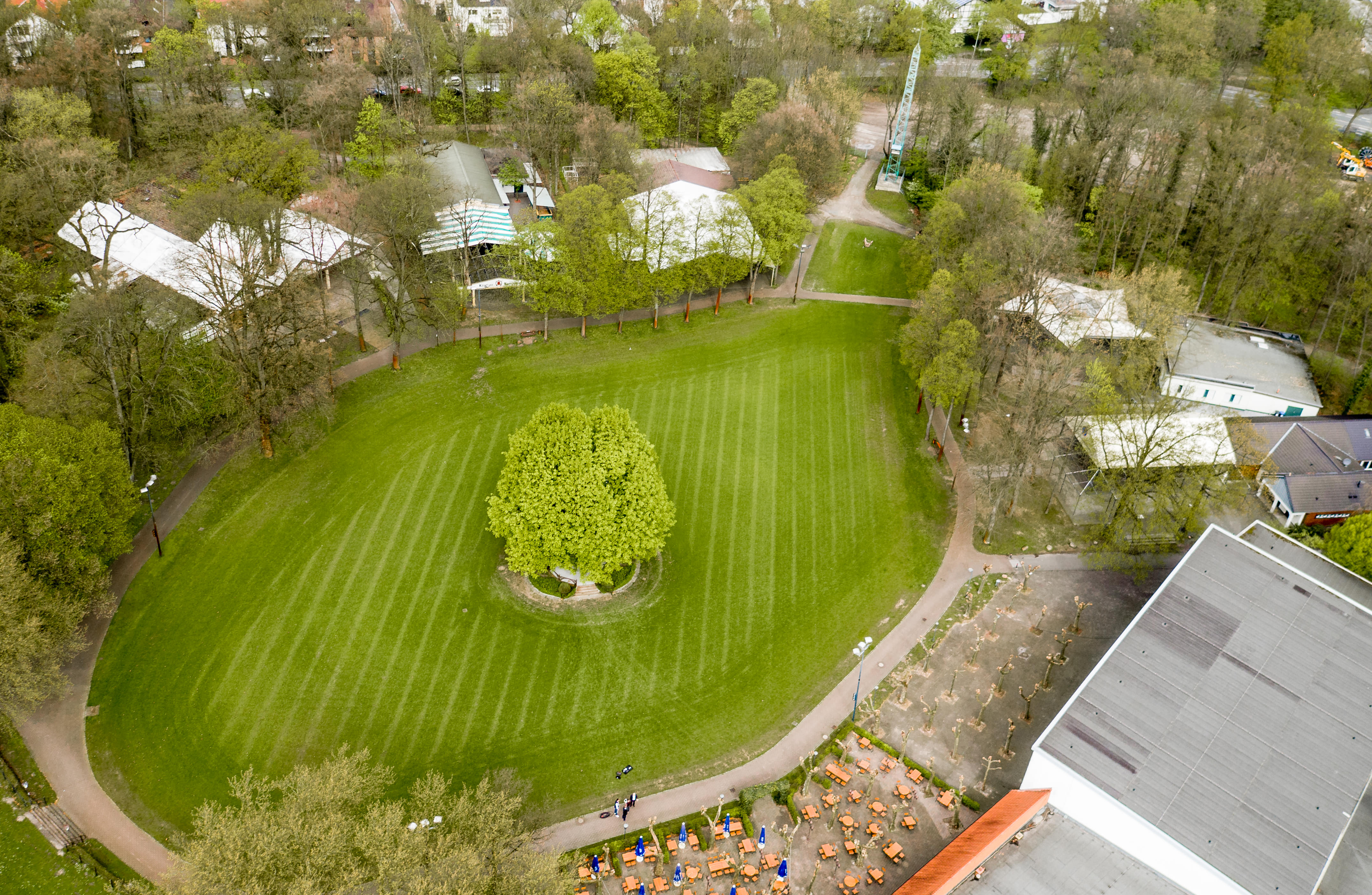
Der Schützenplatz in Paderborn mit den 5 Kompanie Bauden

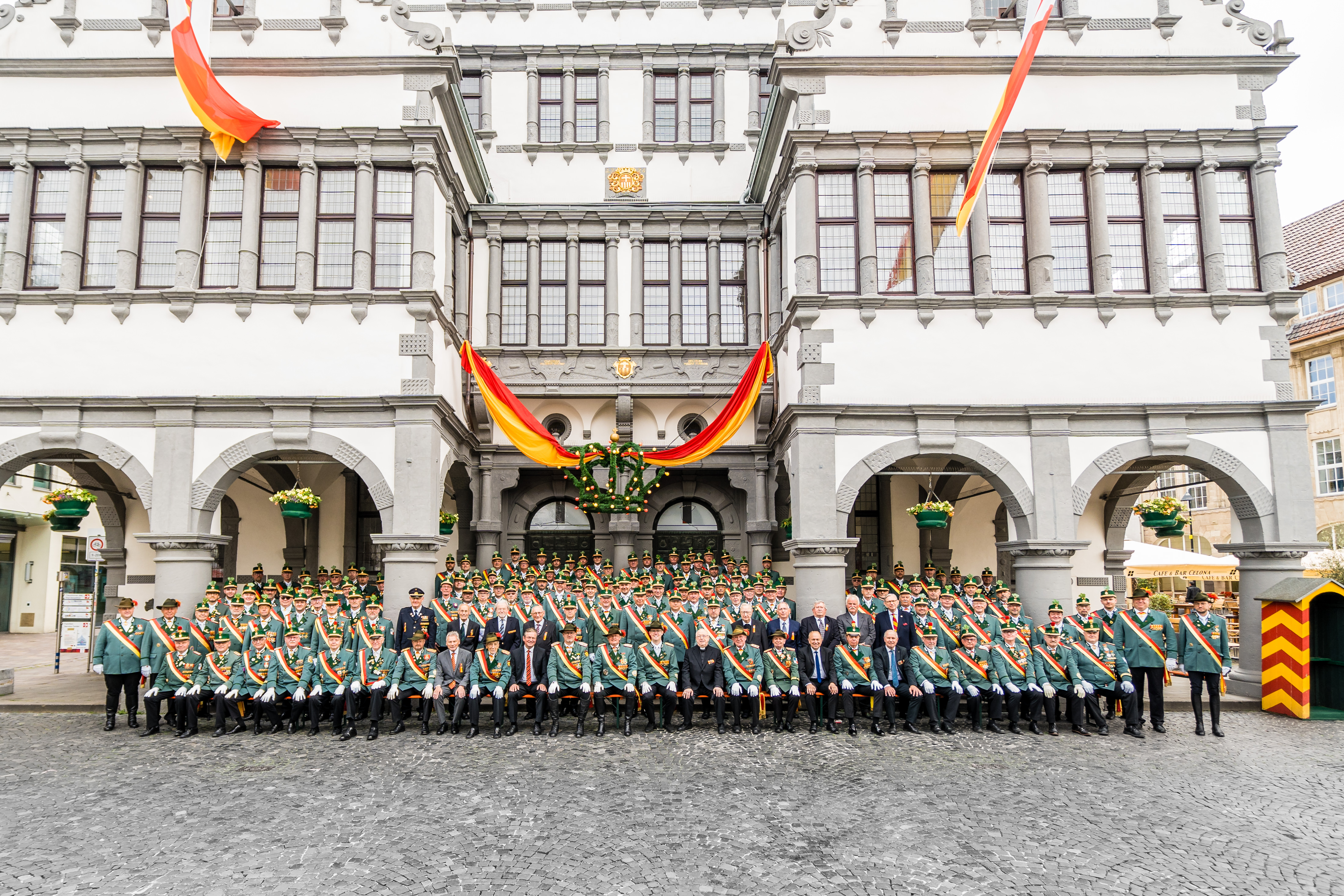
Der Bataillonsvorstand des PBSV vor dem Historischen Rathaus in Paderborn

## Struktur des Vereins
Gegründet im Jahr 1831, war der Verein Nachfolger der Bürgerwehren. Entsprechend seiner Geschichte besteht der PBSV aus dem Bataillon mit seinen derzeit fünf Kompanien. Diese sind die Heide-Kompanie, die Kämper-Kompanie, die Königsträßer-Kompanie, die Maspern-Kompanie und die Western-Kompanie. Den jeweiligen Kompanien sind bestimmte Stadtbereiche zugeteilt. Die Leitung der Kompanien obliegt den Kompanievorständen. Die Kompanievorstände bestehen aus den jeweiligen Kompanieoffizieren, als da sind: der Hauptmann, der Oberleutnant, der Feldwebel, die vier bzw. fünf Leutnants, der Fähnrich und die der jeweiligen Kompanie angehörenden Bataillonsoffiziere. Falls einer Kompanie mehr als 750 Stammmitglieder angehören, kann diese Kompanie eine fünfte Leutnantsstelle besetzen, solange die erhöhte Mitgliederzahl besteht.
Die Kompanien selbst gliedern sich in Züge – je Leutnant ein Zug. Weiterhin unterhalten die Kompanien verschiedene Gruppen wie Jugendschützen, Seniorengruppen und Unteroffizierscorps. Die Königsträßer-, Western-, Kämper und Maspern-Kompanie unterhalten jeweils eine Schießabteilung. Die Heidekompanie ist die einzige Kompanie mit aktivem Musik- und Spielmannszug im PBSV.
Auf Bataillonsebene werden Kompanieübergreifende Abteilungen für Jugend, Archiv und Chronik und Bataillons-Unteroffiziere gebildet. Diese Unterstützen den Bataillonsvorstand bei seiner Arbeit. Der PBSV unterhält einen Unterstützungsverein für in Not geratene Schützen oder ihre Familien sowie zur Unterstützung sozialer Zwecke.

## Mitglieder
Der Verein hat mehr als 4.600 Mitglieder. Als ordentliche Mitglieder können nur Personen männlichen Geschlechts aufgenommen werden, die in Paderborn wohnen oder zur Stadt Paderborn eine besondere Beziehung haben und sich zum Leitsatz des Vereins bekennen. Über die Aufnahme entscheidet der jeweilige Kompanievorstand. Mit der Aufnahme in den Verein gehört das Mitglied der über die Aufnahme entscheidenden Kompanie an. Diese ist die Stammkompanie des Mitglieds. Die Angehörigkeit zu mehreren Kompanien ist möglich.